# Краљев гамбит
Овај чланак користи алгебарску шаховску нотацију како би се описали шаховски потези.
Краљев гамбит је шаховско отварање које почиње са:
1. е4 е5 2. ф4

## Карактеристике
Играјући 2. ф4, бели жели навести црног да попусти у центру са 2. .. еф4, што ће му омогућити више простора, а можда и притисак по ф-линији. Ово отварање знатно је изгубило на популарности кад се мајсторски шах од непосредних тактичких претњи окренуо позиционим циљевима већ у раном стадијуму партије.

## Историјат
Веома је старо отварање. Пружајући у оштрим позицијама обиље комбинаторних решења, привлачио је оне који воле компликоване позиције. Како је, међутим, теорија те мутне позиције временом претварала у познате схеме у којима је реми постао правило, краљев гамбит полако је силазио са сцене.

## Варијанте
Многи наставци краљевог гамбита још нису до краја испитани.

### Одбијени краљев гамбит
Потезима 2. .. Лц5 или 2. .. д5 црни не прихвата жртву белог ф-пешака. То су две најразгранатије варијанте одбијеног краљевог гамбита.

#### Ловчев гамбит црног (2. .. Лц5)
Овим потезом ловца, црни привремено или потпуно може одложити малу рокаду белог, и бели често троши два темпа да би се ослободио притиска ловца, померајући даминог скакача на ц3 и потом на а4, само да би га мењао за црнопољца црног на ц5, после чега бели може спокојно рокирати. Такође, овај потез садржи замку за почетнике: ако бели узме пешака са 3. фе5??, црни наставља 3. .. Дх4+, после чега бели у једном случају губи топа (4. г3 Де4+, и „виси“ топ на х1), или у другом случају, матира белог (4. Ке2 Де4#). Сматра се да се у овом отварању белом даје превише простора у центру након наставака као што су 1. е4 е5 2. ф4 Лц5 3. Сф3 д6 4. ц3 Сф6 5. д4, или 5. фе5, и због тога, упркос енормној популарности током 19. века, данас је веома ретко у мајсторској пракси.

#### Фалкберов противгамбит (2. .. д5)
Удар у центру црног 2. .. д5 познат је под именом Фалкберов противгамбит. Црни намерава да на 3. ед5 веома агресивно одигра 3. .. е4!? чиме покушава да захвати иницијативу на основу слабости белог краљевог крила изазваних потезом 2. ф4. Други план игре у Фалкберовом противгамбиту је 2. .. д5 3. ед5 ц6!? што је потез Арона Нимцовича. Уједно црни поставља упечатљиву замку: ако би бели одиграо 3. фе5??, црни сада може да игра 3. .. Дх4+ и даље 4. Ке2 Де4+ 5. Кф2 Лц5+ са добитком за црне. Упркос томе, сматра се да је Фалкберов противгамбит позиционо мало повољнији за вође белих фигура.

#### Остали наставци
Могући су још неки наставци у одбијеном краљевом гамбиту, као што је нпр. оштар противгамбит 2. .. Сц6 3. Сф3 ф4, који је средином 20. века разрадио британски велемајстор Ентони Мајлс; затим, у варијанти 2. .. д6 после које следи 3. Сф3 најбољи потез за црног је 3. еф4 игра прелази у Фишерову одбрану (за белог је могуће да после 2. .. д6 уместо 3. Сф3 одигра 3. д4); потез 2. .. Сф6 води минималној предности белог у завршници после 3. фе4 Се4 4. Сф3 Сг5! 5. д4 Сф3+ 6. Дф3 Дх4+ 7. Дф2 Дф2+ 8. Кф2 (први пут играно у партији Фишер-Вејд). Похлепно 2. .. Дф6 (огранак познат под називом Норвалдова варијанта) са идејом 3. .. Дф4 веома је сумњива за црне. Такође је под знаком питања (полукоректна) и Кинова варијанта: 2. .. Дх4+ 3. г3.

### Примљени краљев гамбит
Обилује мноштвом варијанти и наставака.

## Енциклопедија шаховских отварања
У Енциклопедији шаховских отварања дато је 10 кодова за краљев гамбит, C30-C39:
- C30: 1. е4 е5 2. ф4 (Краљев гамбит)
- C31: 1. e4 e5 2. ф4 д5 (Фалкберов противгамбит)
- C32: 1. e4 e5 2. ф4 д5 3. ед5 е4 4. д3 Сф6 (Морфи, Чароусек, итд.)
- C33: 1. e4 e5 2. ф4 еф4 (Примљени краљев гамбит)
- C34: 1. e4 e5 2. ф4 еф4 3. Сф3 (Краљев гамбит скакача)
- C35: 1. e4 e5 2. ф4 еф4 3. Сф3 Ле7 (Канингенова одбрана)
- C36: 1. e4 e5 2. ф4 еф4 3. Сф3 д5 (Одбрана Абације)
- C37: 1. e4 e5 2. ф4 еф4 3. Сф3 г5 4. Сц3 / 4. Лц4 г4 5.0-0 (Муцијев гамбит)
- C38: 1. e4 e5 2. ф4 еф4 3. Сф3 г5 4. Лц4 Лг7 (Филидор, Ханштајн, итд.)
- C39: 1. e4 e5 2. ф4 еф4 3. Сф3 г5 4. х4 (Алгајер, Киезерицки, итд.)